# Murray (Kentucky)
Murray is een plaats (city) in de Amerikaanse staat Kentucky, en valt bestuurlijk gezien onder Calloway County.

## Demografie
Bij de volkstelling in 2000 werd het aantal inwoners vastgesteld op 14.950.
In 2006 is het aantal inwoners door het United States Census Bureau geschat op 15.725, een stijging van 775 (5,2%).

## Geografie
Volgens het United States Census Bureau beslaat de plaats een oppervlakte van
25,1 km², geheel bestaande uit land. Murray ligt op ongeveer 169 m boven zeeniveau.

## Geboren
- W. Earl Brown (7 september 1963), acteur
- Molly Sims (25 mei 1973), model en actrice

## Plaatsen in de nabije omgeving
De onderstaande figuur toont nabijgelegen plaatsen in een straal van 32 km rond Murray.